# Biblioteca Parque Estadual
La Biblioteca Parque Estadual (BPE), anciennement connue comme Biblioteca Pública do Estado do Rio de Janeiro et Biblioteca Estadual Celso Kelly, est une bibliothèque publique, attachée au secrétariat d’État de la Culture administrée par l'organisme social Institut de développement et gestion et située en centre-ville de Rio de Janeiro.
Lieu de mémoire et expérimentation, l'espace promeut la lecture et la connaissance comme pilier de la culture citoyenne. Actuellement[Quand ?] la bibliothèque dispose d'une collection de 200 000 titres.

## Description
Le bâtiment se tient à 500 mètres du Sambodrome qui accueille chaque année le concours du carnaval. Les portes en verre s'ouvrent sur un grand espace lumineux et coloré composé de trois niveaux. L'espace comprend salle de conférence, salles de travail en groupe, équipement multimédia, cafétéria, cours extérieure et aire de jeu pour la jeunesse.

## Historique

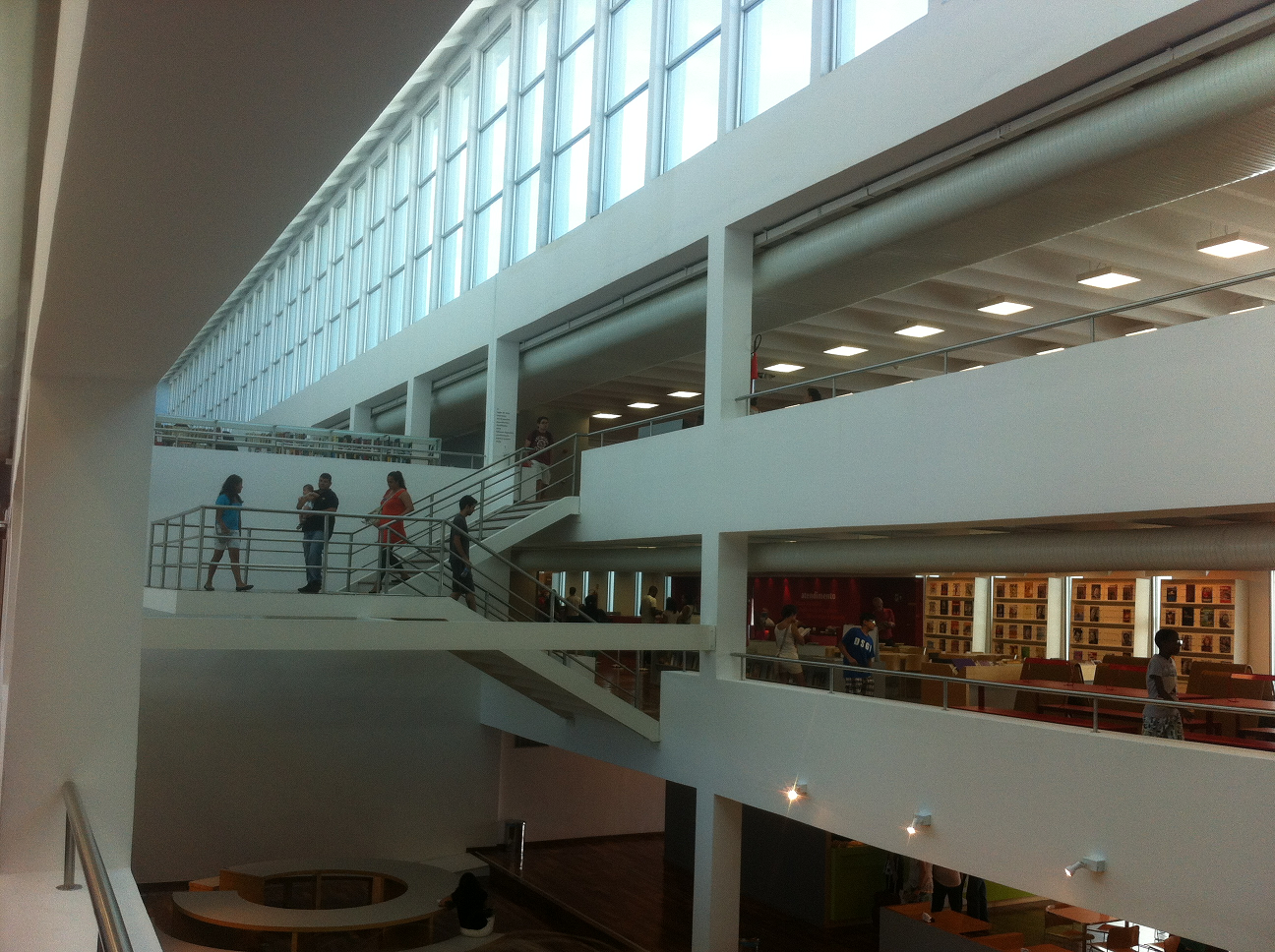
Vision interne des trois niveaux du bâtiment principal.

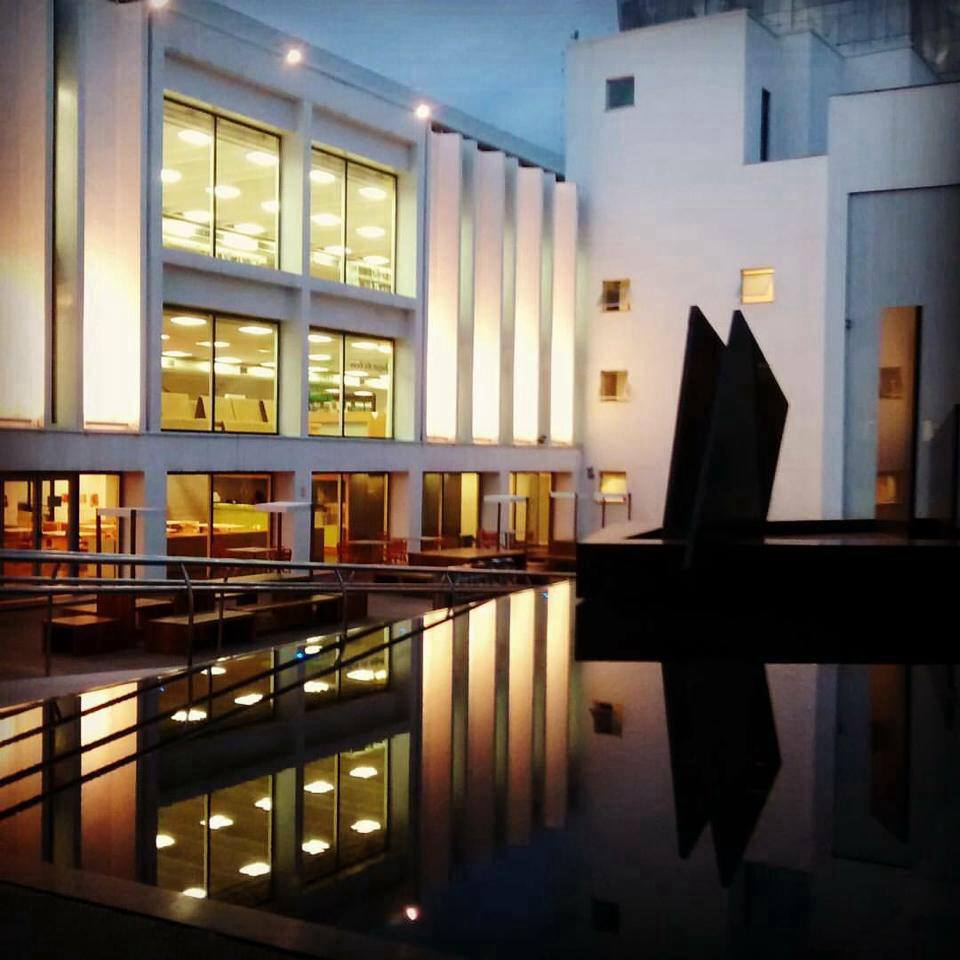
Sculpture de Waltércio Caldas (patio).

La bibliothèque fut créée le 15 mars 1873 sous l'impulsion du président de l'Assemblée municipale de Rio de Janeiro, de l'époque, Antônio Barroso Pereira (pt), et inaugurée par Dom Pedro II le 2 décembre 1874 — date de son 49e anniversaire — comme annexe des archives de l'Assemblée municipale sous le nom de Biblioteca Municipal do Rio de Janeiro.
En 1882 elle fut transférée au Palais de la Préfecture, près de l'actuelle place de la République. La bibliothèque aménagera dans ces propres locaux en 1891 sous le nom de Biblioteca Municipal do Distrito Federal, en écho à la Proclamation de la République Fédérale du Brésil et à la naissance du District Fédéral (Rio de Janeiro est alors la capitale du pays).
En 1943, la bibliothèque déménage au numéro 1261 de la toute nouvelle avenue du Président Vargas, sa dernière et actuelle adresse.
Le déménagement du District Federal à Brasilia (nouvelle capitale) en 1960 provoque le changement de nom pour Biblioteca Estadual da Guanabara. En 1975 avec la fusion des états de Guanabara et Rio de Janeiro, la bibliothèque est baptisée Biblioteca Estadual do Rio de Janeiro.
Elle gagne en 1980 une nouvelle dénomination : Biblioteca Estadual Celso Kelly.
Un incendie, le 20 janvier 1984, détruit une partie de l'édifice et de la collection. La bibliothèque continuera à la même adresse, dans un nouveau bâtiment, inauguré le 12 mars 1987, reflétant la vision progressiste dans les domaines de l'éducation et de la culture de Darcy Ribeiro, sous le nom de Biblioteca Pública do Estado do Rio de Janeiro. En 1990, l'établissement reprend le nom de Biblioteca Estadual Celso Kelly.
La bibliothèque ferme ses portes en 2008, dans le cadre du projet de modernisation, amélioration et informatisation des bibliothèques publiques de l'état de Rio, alors gouverné par Sérgio Cabral Filho, pour être ré-inaugurée le 29 mars 2014 en tant que Biblioteca Parque Estadual avec l'exposition Vinicius de Moraes.
Les travaux engagés en 2008 révélèrent un site archéologique sur le terrain ayant appartenu à l'église São Gonçalo e Garcia e São Jorge, voisine de la bibliothèque.